# Siderópolis
Siderópolis là một đô thị thuộc bang Santa Catarina, Brasil. Đô thị này có diện tích 263 km², dân số năm 2007 là 13081 người, mật độ 49,8 người/km².